# Scopula achroa
Scopula achroa là một loài bướm đêm trong họ Geometridae.